# Stanley Nsoki
Stanley Pierre Nsoki (Poissy, Isla de Francia, 9 de abril de 1999) es un futbolista francés que juega en la demarcación de defensa para el F. C. Union Berlin de la 1. Bundesliga.

## Biografía
Tras empezar a formarse como futbolista en el US Roissy-en-Brie, tras siete años se marchó a la disciplina del Paris Saint-Germain F. C., con el que empezó jugando en el segundo equipo. Finalmente hizo su debut con el primer equipo el 20 de diciembre de 2017 en la Ligue 1 contra el SM Caen, sustituyendo a Marquinhos en el minuto 65. El 31 de agosto de 2019 fue traspasado al O. G. C. Niza. Tras dos años en el club en los que jugó un total de 44 partidos, en julio de 2021 fue traspasado al Club Brujas. Después de poco más de una temporada, en agosto de 2022 se marchó al TSG 1899 Hoffenheim. En tres años en este equipo participó en 52 encuentros de la 1. Bundesliga y en julio de 2025 fue cedido al F. C. Union Berlin.

## Clubes
| Club                         | País     | Año       | Partidos | Goles |
| ---------------------------- | -------- | --------- | -------- | ----- |
| Paris Saint-Germain F. C. II | Francia  | 2017      | 9        | 0     |
| Paris Saint-Germain F. C.    | Francia  | 2017-2019 | 16       | 0     |
| O. G. C. Niza                | Francia  | 2019-2021 | 44       | 0     |
| Club Brujas                  | Bélgica  | 2021-2022 | 42       | 0     |
| TSG 1899 Hoffenheim          | Alemania | 2022-2025 | 59       | 1     |
| F. C. Union Berlin (cedido)  | Alemania | 2025-     |          |       |

## Palmarés

### Campeonatos nacionales
| Título                      | Club                      | País    | Año  |
| --------------------------- | ------------------------- | ------- | ---- |
| Copa de la Liga de Francia  | Paris Saint-Germain F. C. | Francia | 2018 |
| Ligue 1                     | Paris Saint-Germain F. C. | Francia | 2018 |
| Copa de Francia             | Paris Saint-Germain F. C. | Francia | 2018 |
| Supercopa de Francia        | Paris Saint-Germain F. C. | Francia | 2018 |
| Ligue 1                     | Paris Saint-Germain F. C. | Francia | 2019 |
| Supercopa de Francia        | Paris Saint-Germain F. C. | Francia | 2019 |
| Primera División de Bélgica | Club Brujas               | Bélgica | 2022 |
| Supercopa de Bélgica        | Club Brujas               | Bélgica | 2022 |